# Жером Ферари
Жером Ферари (на френски: Jérôme Ferrari) е френски философ, преводач и писател на произведения в жанра драма и исторически роман.

## Биография и творчество
Жером Ферари е роден през 1968 г. в Париж, Франция. Родителите му са от Фоцано и Сартен в Корсика. Завършва гимназия в Иври сюр Сен. Следва в Сорбоната, където получава степен по философия от Университет Париж-I Пантеон-Сорбона. Получава диплома за преподавател по философия и диплома по етнология.
След дипломирането си преподава философия в гимназията в Порто Векио в Южна Корсика. По това време организира „философски кафенета“ в Бастия. После преподава философия в международната гимназия „Александър Дюма“ в Алжир, в гимназията „Феш“ в Аячо до 2012 г. и във френската гимназия „Луи Масиньон“ в Абу Даби до 2015 г. От началото на учебната 2015 г. преподава философия в подготвителните класовете по литература в лицея „Giocante de Casabianca“ в Бастия.
Първата му книга „Variétés de la mort“ (Разновидности на смъртта) е издадена през 2001 г., а през 2002 г. е издаден първия му роман „Aleph zéro“.
Получава наградата „Ландерно“ за романа „Un dieu un animal“ (Един Бог, един звяр) от 2009 г. – история за романа и света след 11 септември, и наградите „Понсето“ и „Франс телевизион“ за романа „Où j'ai laissé mon âme“ (Където си оставих душата) от 2010 г. – история, която се развива от средата на 50-те години по време на алжирската война, с препратки назад към Втората световна война и френското поражение в Индокитай и напред до срива през 1958 г. на Четвъртата република.
През 2012 г. е издадена книгата му „Проповед за падането на Рим“. Историята проследява живота на двама млади приятели, които напускат следването на философия в Париж и се отправят към Корсика, острова на корените им, за да поемат управлението на злополучен бар в планинско село. Следват успех и падение на заведението на фона на разгръщащата се около бара и героите му семейна история на няколко поколения корсиканци – от времето на избеляла снимка от 1918 г. до наши дни. Книгата получава наградата „Гонкур“ за 2012 г. През 2019 г. получава Европейската литературна награда „Димитър Димов“ за българския ѝ превод.
Като преводач прави преводи от корсикански на френски език.
Жером Ферари живее в Корсика.

## Произведения
- Variétés de la mort: nouvelles (2001) – сборник разкази
- Aleph zéro (2002)
- Dans le secret (2007)
- Balco Atlantico (2008)
- Un dieu un animal (2009) – награда „Ландерно“
- Où j'ai laissé mon âme (2010) – награда „Понсето“ и награда на „Франс телевизион“
- Le Sermon sur la chute de Rome (2012) – награда „Гонкур“
Проповед за падането на Рим, изд. „Факел-Експрес“ (2018), прев. Александра Велева
- Le Principe (2015)
- À fendre le cœur le plus dur (2015) – с Оливър Рое
- Il se passe quelque chose (2017)
- À son image (2018)

### Екранизации
- 2013 Suis-je le gardien de mon frère? – късометражен